# John George (actor)
John George (en árabe: جون جورج‎: ; nacido Tufei Fatella, 20 de enero de 1898 – 25 de agosto de 1968) fue un actor que apareció en al menos 130 películas de 1916 a 1960. George era un hombre muy pequeño de 1,27 m, en la frontera entre enanismo y baja estatura, que trabajó en películas de todos los géneros junto a incontables estrellas aunque a menudo en breves apariciones, sin acreditar.

## Primeros años
George nació en Alepo, Siria. Poco se sabe de sus primeros años de vida, pero emigró a los Estados Unidos hacia 1911 y buscó a su madre y hermanas que al parecer se habían establecido en el área de Nashville, Tennessee.

## Películas
Finalmente George encontró su camino en Los Ángeles y la naciente industria del cine. George pudo haber empezado su carrera en la película de Joe De Grasse Bobbie of the Ballet (1916) como un "inquilino de la casa" sin acreditar. George pudo incluso haber aparecido antes en la serie de 1915 The Broke Coin sin cobrar, ya que un actor que se le parece mucho aparece en una foto fija de un capítulo de la serie con Francis Ford y Grace Cunard en la obra de Daniel Blum Pictorial History of the Silent Screen.
George aparece en el melodrama gótico de Rex Ingram Black Orchids (1917) como un personaje llamado Ali Bara. George trabajó en docenas de películas de Rex Ingram hasta 1926.
George se convirtió en habitual de varias películas en los años 1920 con Lon Chaney en Universal Studies y Metro-Goldwyn-Mayer, incluyendo The Road to Mandalay, The Big City, The Hunchback of Notre Dame, Outside The Law y The Unknown. También apareció en la producción de Warner Bros. Don Juan (1926) junto a John Barrymore, donde era el cruel enano guardián e informante del castillo que expone a Don José (el padre de Don Juan) las infidelidades de su esposa con otro hombre. También interpretó en 1934 al secuaz de Barnaby en Babes in Toyland. George continuó apareciendo en películas hasta unos años antes de su muerte.

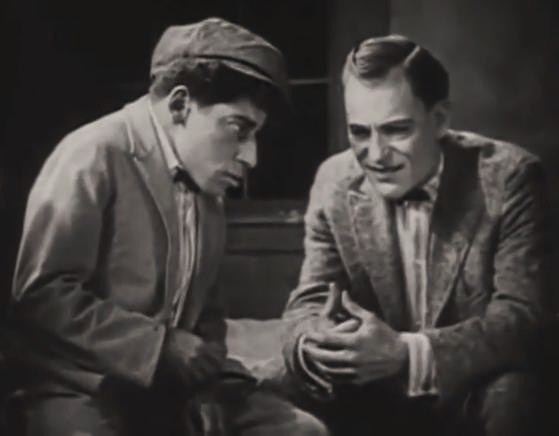
John George con Lon Chaney en Fuera de la ley (1920)

.

## Muerte
El 25 de agosto de 1968, George murió de enfisema a los 70 años en Los Ángeles.

## Filmografía parcial
- The Broken Coin (1915)
- Bobbie of the Ballet (1916)
- The Chalice of Sorrow (1916)
- Black Orchids (1917)
- Pay Me! (1917)
- Friends and Frauds (1918)* cortometraje
- Outside the Law (1920)
- Turn to the Right (1922)
- The Prisoner of Zenda (1922)
- Trifling Women (1922)
- Where the Pavement Ends (1923)
- Scaramouche (1923)
- The Volga Boatman (1926)
- The Road to Mandalay (1926)
- The Bells (1926)
- Don Juan (1926)
- The Night of Love (1927)
- The Unknown (1927)
- The Road to Romance (1927)
- The Big City (1928)
- Condemned (1929)
- Outside the Law (1930)
- Sherlock Holmes (1932)
- Babes in Toyland (1934)
- More About Nostradamus (1941)
- Adventure in Iraq (1943)
- The Devil's Playground (1946)
- Mesa of Lost Women (1953)

- Oceans Eleven (1960)